# Harakat Tahrir
O Movimento para a Libertação de Saguia el Hamra e Wadi el Dhahab (algumas vezes referido como Movimento Nacional de Libertação Saarauí, ou Organização de Vanguarda para a Libertação de Saguia el Hamra e Río de Oro, ou Partido Muçulmano,) ou simplesmente Movimento de Libertação (Harakat Tahrir em língua árabe) foi criado em 1969 por Muhammad Bassiri, um jornalista e professor de Corão saaraui residente em Smara, para lutar em prol da independência do Saara Ocidental.
O movimento, fundado como um partido político clandestino por várias tribos locais, tinha como alvo o pessoal e as instalações militares dos espanhóis no Saara Espanhol, principalmente contra a Legião Espanhola. 
Seu objetivo era a derrubada do domínio colonial espanhol e a conquista da autodeterminação do Saara Ocidental.
Inicialmente, organizou-se e operou em segredo, mas revelou sua existência em uma manifestação em El-Aaiun (Laayoune) contra o domínio espanhol em 1970, tentando entregar uma petição aos governantes coloniais espanhóis pedindo melhor tratamento e a independência do Saara. O protesto foi imediatamente e sangrentamente reprimido pelas forças coloniais. O massacre e os distúrbios subsequentes foram chamados de Intifada de Zemla, ou levante, em homenagem ao local onde a manifestação foi realizada.  Seguiu-se uma caçada nacional aos membros do movimento: o próprio Mohamed Basiri foi preso e "desapareceu" sob custódia espanhola.